# Tsoutsoulí
Tsoutsoulí är ett berg i Grekland. Det ligger i den norra delen av landet, 400 km nordväst om huvudstaden Aten. Toppen på Tsoutsoulí är 1 443 meter över havet.
Terrängen runt Tsoutsoulí är huvudsakligen kuperad. Runt Tsoutsoulí är det mycket glesbefolkat, med 4 invånare per kvadratkilometer. Närmaste större samhälle är Néos Oikismós, 17,3 km sydost om Tsoutsoulí. Trakten runt Tsoutsoulí består i huvudsak av gräsmarker.